# Embree (Terranova y Labrador)
Embree es un pueblo canadiense situado en la provincia de Terranova y Labrador.

## Superficie
Embree tiene una superficie de 18,35 km².

## Demografía
En 2021, tenía 679 habitantes, una densidad poblacional de 37 hab./km², y 327 viviendas.